# دیک کراوشاو
دیک کراوشاو (انگلیسی: Dick Crawshaw؛ ۲۱ سپتامبر ۱۸۹۸ – ۲۳ اکتبر ۱۹۶۵) بازیکن فوتبال اهل بریتانیا بود.
از باشگاه‌هایی که در آن بازی کرده‌است می‌توان به باشگاه فوتبال نلسون، باشگاه فوتبال استالی‌بریج سلتیک، باشگاه فوتبال استوک‌پورت کانتی، و باشگاه فوتبال منچستر سیتی اشاره کرد.